# جينا ماربلز
جينا نيكول موراي (بالإنجليزية: Jenna Marbles)‏ (وٌلدت في 15 سبتمبر 1986)، اشتهرت باسمها المستعار جينا ماربلز، هي نجمة يوتيوب أمريكية، ومُدونة مرئية، وفنانة كوميدية، وممثلة. في يناير 2018 حازت قناتها على أكثر من 2.5 مليار مشاهدة و17.8 مليون مشارك مما يضعها في المرتبة 32 في قائمة قنوات اليوتيوب الأعلى اشتراكًا، كما يجعلها ثاني أشهر قناة لسيدة على اليوتيوب. بالإضافة إلى ذلك، إن ماربلز هي أول نجمة على وسائل التواصل الاجتماعي يُصنع لها تمثالاً شمعيًا في متحف مدام توسو في نيويورك سيتي.

## روابط خارجية
- جينا ماربلز على موقع IMDb (الإنجليزية)
- جينا ماربلز على موقع ميوزك برينز (الإنجليزية)
- جينا ماربلز على موقع قاعدة بيانات الفيلم (الإنجليزية)